# Tadeusz Łączyński (dziennikarz)
Tadeusz Łączyński (ur. 22 czerwca 1936 w Łodzi w rodzinie – jak sam to określał – ziemiańskiej, zm. 3 listopada 2010 we Wrocławiu) – dziennikarz radiowy (zwany „Tyką” z racji swojego wysokiego wzrostu i szczupłej budowy ciała albo „Dzikiem” od zdrobnienia imienia Tadzik), działacz NSZZ „Solidarność”.

## Życiorys
Po II wojnie światowej jego ojciec Jan, żołnierz AK, znalazł się za granicą i nie mógł powrócić do kraju. Tadeusz początkowo pracował w pogotowiu ratunkowym, ale kiedy Polskie Radio we Wrocławiu ogłosiło nabór chętnych do pracy – zgłosił się i został przyjęty. Pracował tam od roku 1958 początkowo jako lektor, awansując w kolejnych latach (zatrudniony był etatowo od początku 1963 na stanowiskach spikera, redaktora, p.o. zastępcy kierownika redakcji, wreszcie jako kierownik redakcji), współpracując m.in. przy realizacji programów „Lato z radiem” i „Sygnały dnia”. Od lat 60. XX wieku regularnie obsługiwał także – jako spiker – wrocławskie pochody 1-majowe. Był także korespondentem radiowym z rajdów samochodowych, którymi się żywo interesował.
Na Wydziale Dziennikarstwa i Nauk Politycznych Uniwersytetu Warszawskiego ukończył zaoczne studia zawodowe, uzyskując dyplom w marcu 1980. Latem tego samego roku włączył się w ruch NSZZ „Solidarność”, współtworząc struktury związku w Polskim Radiu. Na walnym zebraniu delegatów Dolnego Śląska w czerwcu 1981 roku uzyskał mandat do Zarządu Regionu związku. Po wprowadzeniu w Polsce w stanu wojennego od 13 grudnia 1981 przez blisko rok internowany, najpierw we wrocławskim więzieniu przy ul. Kleczkowskiej, potem w więzieniach Grodkowie i w Nysie. Z pracy w Polskim Radiu formalnie zwolniony w czerwcu 1983 „z powodu długotrwałej choroby”, współpracował z prasą podziemną i zagraniczną do roku 1989 dorabiając równocześnie w różnych miejscach (m.in. pracował jako portier w Teatrze Współczesnym), potem od 1989 do 1991 współpracował z BBC. Później pracował we wrocławskiej firmie zajmującej się drukiem gazet (jako dziennikarz „Dziennika Dolnośląskiego”, a następnie jako dyrektor do spraw wydawniczych), z której odszedł w 1998. W tym okresie działał równocześnie w Zjednoczeniu Chrześcijańsko-Narodowym. Później pracował m.in. w Państwowym Funduszu Rehabilitacji Osób Niepełnosprawnych (był w latach 1999–2001 zastępcą dyrektora oddziału dolnośląskiego PFRON). Wyprowadził się na kilka lat z Wrocławia do pobliskich Prężyc, gdzie był m.in. sołtysem, ale pod koniec życia zamieszkał jednak na powrót we Wrocławiu i tu został pochowany 9 listopada 2010 na Cmentarzu Osobowickim, w grobie gdzie wcześniej pochowana została jego babka oraz matka Ada.
Odznaczony był przez prezydenta Lecha Kaczyńskiego w 2009 roku Krzyżem Oficerskim Orderu Odrodzenia Polski za wybitne zasługi w działalności na rzecz przemian demokratycznych w Polsce, za osiągnięcia w podejmowanej z pożytkiem dla kraju pracy zawodowej i społecznej.